# کوه پولیس
کوه پولیس (به لاتین: Mount Polis) یک کوه در فیلیپین است که در منطقه اداری کوردیلرا واقع شده‌است. کوه پولیس ۱٬۸۹۵ متر بالاتر از سطح دریا واقع شده‌است.